# Protéine de voûte majeure
La protéine de voûte majeure, souvent désignée par son équivalent anglais major vault protein (MVP), est une protéine encodée chez l'homme par le gène MVP. Ce sont les principaux constituants protéiques des voûtes, qui sont des organites ribonucléoprotéiques associés aux pores nucléaires et présents chez la plupart des eucaryotes.
La protéine de voûte majeure est une protéine liée à la résistance aux infections pulmonaires. Sa masse est de 104 kDa chez la souris. Chaque domaine MVP est constitué d'environ 55 résidus d'acides aminés arrangés en une structure particulière constituée de trois brins antiparallèles formant un feuillet β.
78 exemplaires de cette protéine s'assemblent à deux protéines de voûte mineures pour former de grands compartiments cytoplasmiques appelés voûtes dont la fonction est encore mal comprise mais qui sont surexprimés chez les patients atteints de cancers multirésistants aux chimiothérapies.